# 博勒達吉
博勒達吉是伊朗的城市，位於該國西南部札格羅斯山脈中部，由恰哈馬哈勒－巴赫蒂亞里省負責管轄，處於首都德黑蘭以南410公里，海拔高度2,242米，2006年人口10,905。